# Ганс-Еккегард Боб
Ганс-Еккегард Боб (нім. Hans-Ekkehard Bob) — німецький льотчик-винищувач, служив у Люфтваффе. Під час Другої світової війни Боб вилітав приблизно на 700 завдань і знищив 60 літаків; 37 з яких на Східному фронті.

## Початок служби
Ганс вступив до лав до Люфтваффе в 1936 році, у званні Фанен-юнкер, і розпочав свою льотну підготовку 1 червня 1937 року.

## Друга світова війна
У 1939 р. перед вторгненням в Польщу Боба перевели до новоствореного крила винищувачів 3./Jagdgeschwader 21 (JG 21) (пізніше відомий як «Диявольский ескадрон») який був переформований 6 червня 1940 р. у 9./Jagdgeschwader 54 (JG 54). Він керував винищувачем Bf 109, літаком, з яким Боб стане дуже знайомим протягом багатьох років — літавши на всіх моделях окрім, Kurfürst.
Під час французької кампанії 10 травня 1940 р. Боб заявив про свою першу перемогу, коли збив Gloster Gladiator над Тонгереном у Бельгії. Того ж серпня його підвищили до звання оберлейтенанта. 10 жовтня 1940 р. його на короткий термін призначили штафелькапітаном 7./JG 54; незабаром він був призначений штафелькапітаном від 9./GG 54.
Під час битви за Британію 9./JG 54 був активізований як підрозділ Джабо, націлений на судноплавні судна. До листопада 1940 року Еккегард знищив 19 літаків, а 7 березня 1941 р. Був нагороджений Лицарським хрестом Залізного хреста (Ritterkreuz des Eisernen Kreuzes) рейхсмаршаллом Германом Герінгом.
21 березня 1941 року Еккегард вижив, не зазнавши серйозних поранень, занурившись у гавань Шербуру зі своїм навчальним літаком Bü 131, у якого сталася несправність двигуна. Після битви за Британію він брав участь у балканській кампанії, де зафіксував свою 20 та 21 перемоги. JG 54 був переобладнаний на Bf 109 °F і передислокований на аеродроми в Пруссії, під час підготовки до операції «Барбаросса», вторгнення до СРСР.
23 червня 1941 року Ганс Еккегард отримав свою першу перемогу в повітряному просторі Росії — над бомбардувальником з двомоторними двигунами АНТ-40. Під час цього бою його Bf 109 F-2 потрапив під обстріл, що призвело до вимушеної посадки неподалік ворожих позицій. Він уникнув захоплення і через два дні повернувся до свого підрозділу. У період з 13 липня по 30 жовтня 1941 року Боб здійснив ще три аварійні посадки через бойові пошкодження літака біля ворожих позицій, але в кожному випадку повертався до свого підрозділу.
29 вересня 1942 року Боб здобув свою 50-ту перемогу, а згодом отримав звання гауптмана. Політ над Східним фронтом закінчився для Ганса Еккегарда Боба та III./JG 54 у лютому 1943 року, після того як він отримав наказ від генерала Адольфа Галланда змінити позиції разом з JG 26. Він залишився на Західному фронті, відокремлений від решти «зелених», спочатку служив на півночі Німеччини разом з Jagdgeschwader 1.
17 квітня 1943 року Еккегард здобув свою 57 перемогу; протаранивши бомбардувальник США Boeing B-17 Flying Fortress біля Бремена. Ганс катапультувався та приземлився без значних травм. 1 серпня Бобу було присвоєно звання майора та призначено в Группенкоммандири IV./JG 54. Він повернувся на Східний фронт, де здобув ще дві перемоги.
В травні 1944 року Боб знову опинився на Західному фронті як Группенкомандир Jagdgeschwader 3, базувавшись в передньому коридорі під час вторгнення в Нормандію. У серпні його перевели в Erprobungskommando 262, де він навчився літати на Messerschmitt Me 262.
На початку 1945 року його досвід допоміг, йому стати членом кабінету Генерала авіації Йозефа Каммгубера. Боб відповідав за розподіл нових Ме 262 в оперативні підрозділи. Пізніше він взяв на себе командування над І. та II./EJG 2 і відповідав за практику та підготовку колишніх пілотів бомбардувальників до польоту на Ме 262.
Боб був одним з асів, обраних для польоту як член екіпажу реактивного винищувача JV 44, яким керував Адольф Галланд.
В останні дні Другої світової війни Боб відповідав за будівництво довшої злітно-посадкової смуги на аеродромі Інсбруку для літаків Me 262. При капітуляції 8 травня 1945 року Боб перебував у Капплі, невеликому селещі біля Зальцбурга. Від Каппла він пройшов більше 790 км за шість тижнів, щоб повернутися додому в Целле.

## Після війни
Боб повернувся до цивільного життя, займаючись фермерством. У 1946 році він заснував власну транспортну компанію. Приблизно в цей час він зустрів Вальдемара Вюбке, старого товариша в JV 44.
Він більше ніколи не зустрічався з Вюбке, а Вюбке пізніше помер на початку 1950-х років в Аргентині внаслідок травм, отриманих внаслідок аварії авіалайнера.
У 1956 році Боб створив Літальний клуб «Целле».
З 30 вересня по 1 жовтня 2000 року Боб також був одним з історичних діячів на 60-й річниці битви за Британію в Санта-Моніці, Каліфорнія.
Боб був одружений зі своєю дружиною Крістою понад 50 років. У них було троє дітей: Роланд, Ельмар і Делія. У нього також було троє дітей від першої дружини.
Помер 12 серпня 2013 року.

## Нагороди
- Золотий почесний знак Гітлер'югенду (1935)
- Нагрудний знак пілота
- Залізний Хрест (1939)
  - 2-го класу (17 вересня 1939)
  - 1-го класу
- Почесний Кубок Люфтваффе (28 вересня 1940)
- Лицарський хрест Залізного хреста (7 березня 1941) — за 19 перемог.
- Німецький хрест в золоті (24 грудня 1942)
- Авіаційна планка винищувача в золоті з підвіскою «700»